# John Gambino
John Gambino (nacido Giovanni Gambino el 22 de agosto de 1940 en Palermo, Sicilia - 16 de noviembre del 2017, Nueva York), fue un mafioso estadounidense. Se convirtió en miembro oficial de la familia criminal Gambino en 1975 y en capodecina o capitán, y cabeza visible de la facción siciliana de la familia, nombrado por el jefe de la familia John Gotti en 1986, según el arrepentido Sammy Gravano.

## Clan mafioso transatlántico
Junto con sus hermanos menores Rosario y Joseph Gambino formó una facción dentro de la familia conocida como los Gambino de Cherry Hill a causa de su residencia de campo en la localidad de Nueva Jersey que lleva su mismo nombre. A pesar de que eran primos lejanos del jefe mafioso Carlo Gambino, no le debían obediencia. Ellos eran mafiosos sicilianos, de Palermo, cuyo padre se había trasladado con la familia a Nueva York en 1964. Los hermanos Gambino eran propietarios del Valentino Café en la 18th Avenue en Bensonhurst, Brooklyn (más tarde rebautizado como Cafe Giardino).
Los Gambino provenían de la zona de Passo di Rigano en Palermo, al igual que el clan Inzerillo, encabezado por Salvatore Inzerillo. Juntos, el clan Inzerillo-Gambino conformaron una familias mafiosa de alcance transatlántico, con sede en Palermo y Nueva York. El clan Inzerillo había estado al borde del exterminio total por Totò Riina y los corleonesi en la Segunda Guerra de la Mafia en 1981, cuando el jefe de la familia de Salvatore Inzerillo fue asesinado. Con la intervención de los Gambino se llegó a un acuerdo por el que se permitía dar refugio a los Inzerillos sobrevivientes en los EE. UU., con el acuerdo de que ninguno de ellos, o sus descendientes, retornasen nunca a Sicilia. Muchos se fueron a Nueva York y se unieron a la familia Gambino. Eran conocidos como "gli scappati" (los escapados).

## Tráfico de heroína
A pesar de la prohibición de traficar con drogas, los Gambino estaban fuertemente involucrados en el tráfico internacional de heroína de Bensonhurst. John Gambino era el punto de convergencia en los Estados Unidos de un consorcio de traficantes sicilianos de heroína, compuesto por la familia Inzerillo y Stefano Bontate, y destino final de los envíos de heroína refinada en los laboratorios de la isla de Sicilia, a su vez derivada de pasta de morfina turca. Su pariente Salvatore Inzerillo era el principal interlocutor de los hermanos Gambino, personaje central en Sicilia, con muchos intereses y grandes inversiones de capital.
Según Giovanni Falcone, el juez que investigaba la trama en 1980 estimaba que para finales de 1970 la red Inzerillo-Gambino-Spatola, las ganancias anuales del contrabando de heroína alcanzaban los 600 millones de dólares en los EE. UU.

## Lavado de dinero
Gambino tenía estrecha relación con el banquero italiano Michele Sindona. Cenaban con frecuencia y sin ocultarse en el lujoso Hotel Pierre, en la Quinta Avenida o e el Café Valentino de los Gambino. Gambino era un invitado frecuente en las fiestas de Nueva York en honor a Sindona. Cuando Sindona cayó en problemas y fue procesado por la quiebra del Franklin National Bank, John Gambino consiguió un pasaporte falso y le ayudó a organizar un falso secuestro en agosto de 1979, para ocultar un misterioso viaje de 11 semanas a Sicilia antes de su juicio por fraude.
Sin embargo, Sindona también había puesto el dinero del tráfico de heroína perteneciente a la mafia en riesgo, debido a su mala práctica financiera.  El verdadero objetivo del secuestro era chantajear a sus antiguos aliados políticos —entre ellos el primer ministro Giulio Andreotti— para diseñar el rescate de sus bancos y recuperar el dinero de la Cosa Nostra. Gambino colaboró en el intento de Sindona por recuperar el dinero, pero los planes fallaron y Sindona fue detenido, dando lugar a la persecución de la red Inzerillo-Spatola-Gambino. No está claro si parte del dinero de la mafia que Sindona había perdido fue recuperado.
Acusado en 1980 en relación con la red de tráfico de heroína, fue condenado a la pena de prisión de seis y medio años por tráfico de heroína en Palermo (la sentencia in absentia fue confirmada por la Corte Suprema de Italia en 1985). Sin embargo, Gambino se mantuvo libre  porque los EE. UU. no estaban de acuerdo con la solicitud de extradición proveniente de Italia. John y Joe Gambino fueron absueltos en un caso de drogas en Nueva Jersey en 1984 en el que fue condenado a su hermano, Rosario, a 45 años de prisión.

## Operación Iron Tower
El 1 de diciembre de 1988, Italia y EE. UU. de nuevo tomaron medidas enérgicas contra la red Gambino-Inzerillo  con la  Operation Iron Tower. Los fiscales italianos y americanos acusaron a alrededor de 200 personas por narcotráfico en Italia y los EE. UU. Entre los arrestados estaba Joe Gambino, el propietario de Cafe Giardino. Una multitud de unas 100 personas se habían reunido en la cafetería para escuchar a un cantante italiano recién llegado. Los agentes federales irrumpieron en la fiesta, que terminó con un agente cogiendo el micrófono y diciendo, "Este es el último baile."  Algunos de los asistentes a la fiesta pensaron que era una broma y se echaron a reír, otros intentaron correr, pero fueron capturados. John Gambino no fue acusado —el FBI no pudo reunir pruebas suficientes contra él— pero fue descrito en la declaración jurada  como el actual líder de la " facción siciliana de la familia Gambino con sede en Brooklyn."
Los hermanos fueron liberados después de las primeras acusaciones en 1988 y 1989. John Gambino fue detenido el 4 de enero de 1990. Más tarde fue acusado en una acusación formal por narcotráfico y extorsión. El 5 de enero de 1990, fue puesto en libertad bajo una fianza de 2 millones de dólares firmada por su esposa Vittoria Gambino y su hijo Tommy Gambino.
Debido a los testimonios de arrepentidos como Sammy Gravano de la familia Gambino de Nueva York y Francesco Marino Mannoia, de los Corleonesi que se había convertido en colaborador de justicia, Joe y John Gambino y seis otros acusados, incluyendo Francesco Inzerillo - fueron acusados por cargos de contrabando y tráfico de drogas, por gestionar empresas relacionadas con el crimen organizado y por participar en el asesinato en 1988 de Francesco Oliveri.  Sin embargo, los hermanos no se presentaron el 1 de septiembre de 1992, en la Corte Federal de Distrito en Manhattan, perdiendo los 5 millones de la fianza. En julio de ese año habían sido retiradas con la aprobación del Gobierno las pulseras electrónicas destinadas a realizar un seguimiento.

## Arresto y juicio
El 17 de septiembre de 1992, fueron arrestados en una habitación de un aislado motel de Fort Lauderdale, Florida, donde se dice que se encontraban con socios que debían ayudarles a huir a Venezuela, donde poseían en una finca. Fueron trasladados a Manhattan para ser juzgados.
En febrero de 1993, comenzó el juicio contra John Gambino y Joe, y sus colaboradores Lorenzo Mannino y Matteo Romano. La fiscalía los presentó como los principales distribuidores de heroína de contrabando de Italia y América del Sur a Miami y Nueva York por cuenta de la mafia siciliana. La defensa esgrimió que los cargos por droga y asesinato se basaban en el testimonio no corroborado de Francesco Marino Mannoia y Gravano, presentados por la defensa como asesinos y mentirosos. El juicio terminó con la anulación del juicio en junio de 1993 cuando un jurado no pudo llegar a un veredicto.
Marino Mannoia fue admitido en el Programa de Protección de Testigos de los Estados Unidos (Italia no tenía un programa tal en ese momento). Testificó que se había reunido con John Gambino personalmente y que había inspeccionado la calidad de la heroína que Mannoia Marino iba refinando en Palermo. Su testimonio terminó por inducir a los Gambino a que se declarasen culpables de tráfico de drogas en una acusación pactada.

## Declaración de culpabilidad
Después de su detención en Florida, John y Joe Gambino acordaron volver a Manhattan para hacer frente a las acusaciones de narcotráfico, asesinato, extorsión, manipulación de jurado, el juego ilegal y la usura. Después de que los fiscales pidieran 15 años de prisión sin libertad condicional, los acusados estuvieron de acuerdo en declararse culpable de los cargos de extorsión derivados de la actividad que tuvo lugar entre 1975 y 1992.
El pentito Gaspare Mutolo reveló que él organizó un envío de 400 kilogramos de heroína a los EE. UU. en 1981. El clan Cuntrera-Caruana recibió la mitad de la carga, mientras que John Gambino se hizo cargo de los otros 200 kilogramos. Los envíos fueron financiados por una especie de consorcio de clanes de la mafia siciliana, que se había organizado para proporcionar el dinero para comprar la mercancía a los proveedores tailandeses.

## En libertad
En la cárcel Gambino sobrevivió a un derrame cerebral, ataques al corazón, y la cirugía a corazón abierto. Sentado en una silla de ruedas, fue liberado en octubre de 2005, pero fue arrestado más tarde para hacer frente a una solicitud de extradición por parte de Italia. Fue puesto en libertad bajo fianza. En septiembre de 2006, fue liberado cuando un juez federal anuló una decisión que lo habría extraditado a Italia para enfrentarse a cargos relacionados con el narcotráfico. El juez dictaminó que Gambino ya había cumplido una condena de 15 años en los EE. UU. por narcotráfico y asesinato, y que no podía ser juzgado de nuevo por los mismos cargos en Italia.
Según los documentos judiciales presentados en la Corte Federal de Brooklyn, John Gambino es uno de los tres hombres fuertes que dirigen la familia Gambino junto con Daniel Marino y  Bartolomeo "Bobby" Vernace después de que la Operation Old Bridge en febrero de 2008 decapitara la dirección de la familia. Están al frente de un grupo criminal de unos 200 hombres de honor y de unos 300 asociados, dedicados al narcotráfico, la extorsión y la usura, según el FBI. Su sobrino Frank Cali es una emergente figura de la familia Gambino.

### Desarrollos relacionados
- The Politics of Heroin in Southeast Asia. CIA complicity in the global drug trade
- Barry & 'the Boys' : The CIA, the Mob and America's Secret History

### Listas relacionadas
- Anexo:Bibliografía sobre la CIA